# Snietala
Snietala je řeka v Litvě, v Žemaitsku. Teče v okrese Jurbarkas (Tauragėský kraj), v Karšuvské nížině. Je to levý přítok řeky Mituva. Je 21 km dlouhá. Pramení v obci Spruktai 8 km na severozápad od města Seredžius. Do Mituvy se vlévá u obce Stakiai, na okraji lesa jménem Burbinės miškas 63,7 km od jejího ústí do Němenu.

## Průběh toku
Řeka pramení v obci Spruktai. Teče směrem západním ponejvíce lesem nebo při okraji lesa. U obce Stakiai je přehražena, vzniklá nádrž sahá ke vsi Ambručiai.

## Přítoky
Levé:
| Hydrologické pořadí | Řeka       | Délka (km) | Povodí (km²) | Vzdálenost od ústí (km) | Ústí kde | Koordináty ústí |
| ------------------- | ---------- | ---------- | ------------ | ----------------------- | -------- | --------------- |
| 10012154            | S – 1      | 3,1        | 1,4          | 9,1                     |          |                 |
| 10012155            | Agliuona   | 7,6        | 15,1         | 6,8                     |          |                 |
| 10012157            | Kirmėliškė | 3,3        | 6,4          | 4,3                     |          |                 |

Pravé:
| Hydrologické pořadí | Řeka        | Délka (km) | Povodí (km²) | Vzdálenost od ústí (km) | Ústí kde | Koordináty ústí |
| ------------------- | ----------- | ---------- | ------------ | ----------------------- | -------- | --------------- |
| 10012149            | Juodpjaunis | 3,4        | 3,7          | 16,8                    |          |                 |
| 10012151            | S – 2       | 3,1        | 2,2          | 11,6                    |          |                 |
| 10012152            | Snietalaitė | 2,1        | 1,1          | 11,2                    |          |                 |
| 10012153            | Varlupė     | 2,5        | 1,4          | 9,3                     |          |                 |

## Obce při řece

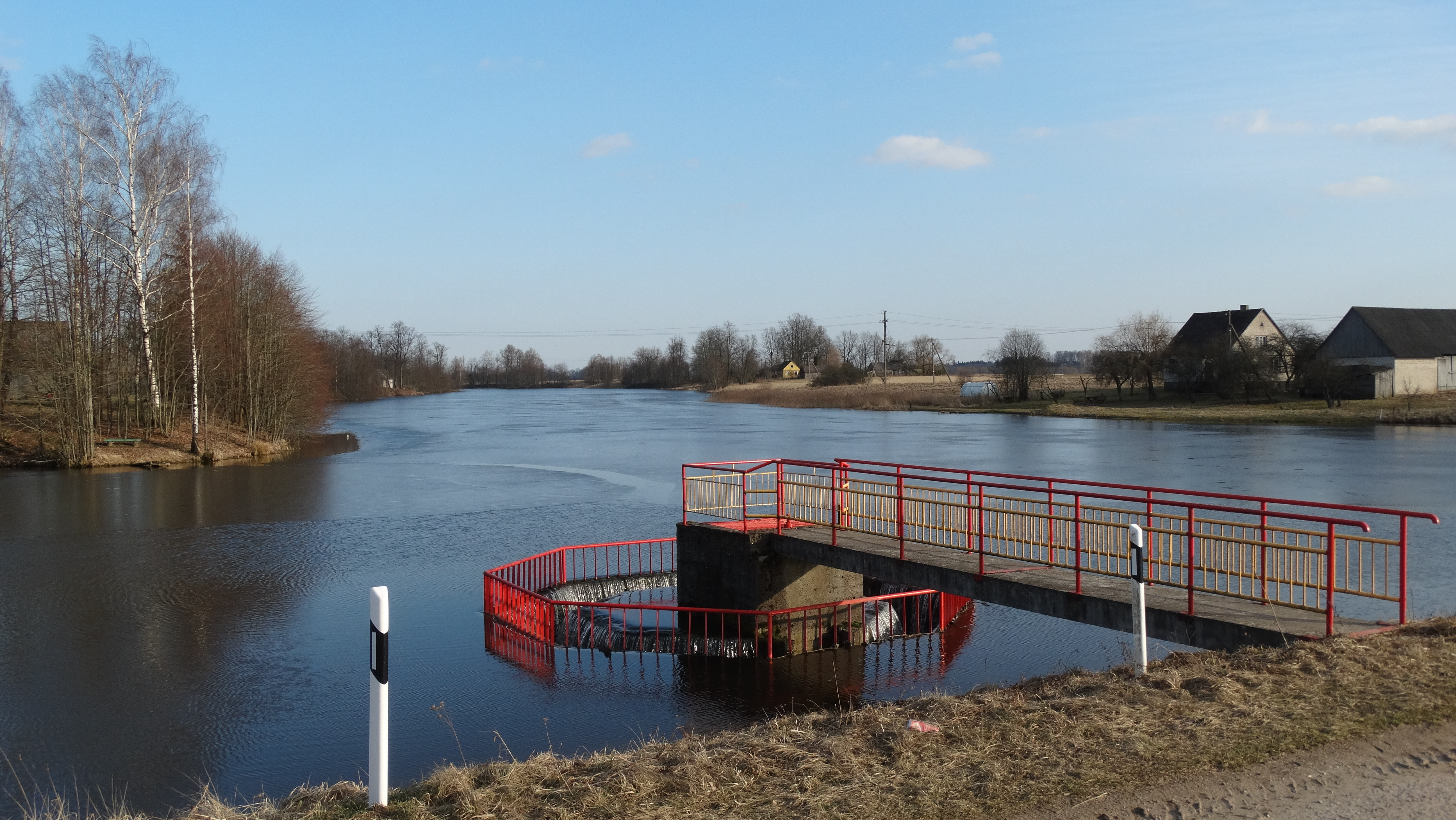
Rybník na řece Snietala ve vsi Stakiai

- Spruktai, Šilaitynė, Pelutėliai, Bereiviškiai, Paagliuonys, Pasnietalys, Birbilai, Naujininkai, Ambručiai, Čerbai, Stakiai